# Phetchaburi
Phetchaburi (thailändska: เพชรบุรี) är huvudstaden i provinsen Phetchaburi i centrala Thailand, med omkring 46 600 invånare (2005).